# 이슬 맞은 백일홍
"이슬 맞은 백일홍"은 1970년 공개된 대한민국의 영화이다.

## 배역
- 문희
- 김희라
- 김지수